# Koria Gourma
Koria Gourma (auch: Koira Gourma, Koiria Gourma, Koirya Gourma, Koyria Gourma) ist ein Dorf in der Landgemeinde Namaro in Niger.

## Geographie
Das von einem traditionellen Ortsvorsteher (chef traditionnel) geleitete Dorf liegt am rechten Ufer des Flusses Niger. Es befindet sich rund sechs Kilometer nordwestlich des Hauptorts Namaro der gleichnamigen Landgemeinde, die zum Departement Kollo in der Region Tillabéri gehört. Zu den Siedlungen in der näheren Umgebung von Koria Gourma zählen Latakabia Peulh stromaufwärts im Nordwesten, Kondo Tori am gegenüberliegenden Flussufer im Nordosten und Boumboulassa Kado stromabwärts im Süden.
Koria Gourma ist Teil der Übergangszone zwischen Sahel und Sudan. Die durchschnittliche jährliche Niederschlagshöhe beträgt hier zwischen 400 und 500 mm.

## Geschichte
Lalla Malika Issoufou, die damalige First Lady Nigers, legte am 23. Oktober 2020 in Koria Gourma den Grundstein zur Cité Annour, einer Siedlung mit 100 Sozialwohnungen für Opfer von Überschwemmungen. Koria Gourma wurde 2023 als einer von 20 Orten im Departement Kollo als „Modelldorf“ der Initiative Spotlight zertifiziert. Das 2019 in Niger begonnene Programm zielte auf die Beseitigung geschlechtsspezifischer Gewalt und schädlicher Praktiken. Es wurde von der Europäischen Union finanziert und vom UNDP, dem UNFPA, den UN Women und der UNICEF umgesetzt.

## Bevölkerung
Bei der Volkszählung 2012 hatte Koria Gourma 2173 Einwohner, die in 300 Haushalten lebten. Bei der Volkszählung 2001 betrug die Einwohnerzahl 1630 in 202 Haushalten und bei der Volkszählung 1988 belief sich die Einwohnerzahl auf 1767 in 215 Haushalten.

## Wirtschaft und Infrastruktur
Es gibt eine Schule im Dorf. Diese war in den 1970er Jahren an einem groß angelegten Schulfernsehen-Projekt beteiligt, aus dem das erste nationale Fernsehprogramm der staatlichen Rundfunkanstalt ORTN hervorging. Durch Koria Gourma verläuft die 214,1 Kilometer lange Nationalstraße 4 zwischen der Hauptstadt Niamey und der Staatsgrenze zu Burkina Faso.